# Capilla de San Pablo (Nueva York)
La Capilla de San Pablo (en inglés: St. Paul's Chapel) es una capilla histórica, de rito episcopaliano, ubicada en Manhattan, Estado de Nueva York. 

## Descripción
La Capilla de San Pablo se encuentra inscrita como un Hito Histórico Neoyorquino en la Comisión para la Preservación de Monumentos Históricos de Nueva York al igual que en el Registro Nacional de Lugares Históricos desde el 15 de octubre de 1966. Fue concluida en 1766 y es el edificio religioso más antiguo en Manhattan, y el único templo de la época colonial inglesa que se conserva en la ciudad. Pertenece a la iglesia de la Trinidad. No se ha documentado fehacientemente qué arquitecto trazó la obra. Tradicionalmente se ha atribuido a Francis McBean, aunque últimamente se ha propuesto el nombre de Peter Harrison. Sigue muy de cerca el modelo de la iglesia de Saint Martin-in-the-Fields de Londres, obra del arquitecto James Gibbs. Se la conoce como "la capillita que no cayó" debido a que no sufrió ningún daño significativo, ni en sus vidrieras, durante los atentados del 11-S a pesar de su cercanía al World Trade Centre.